# فلاديمير بيتروفيتش
فلاديمير بيتروفيتش (بالكرواتية: Vladimir Petrović)‏ (و. 1972  م) هو لاعب كرة قدم، من كرواتيا، ولد في تسليتش، يلعب كمهاجم.

## روابط خارجية
- فلاديمير بيتروفيتش على موقع قاعدة بيانات كرة القدم.إي يو (الإنجليزية)
- فلاديمير بيتروفيتش على موقع Soccerway.com (الإنجليزية)
- فلاديمير بيتروفيتش على موقع عالم كرة القدم.نت (الإنجليزية)